# أنوسجكا فان إكسل
أنوسجكا فان إكسل (بالهولندية: Anousjka van Exel) مواليد 5 أكتوبر 1974 في هيرهوخوفارد، هي لاعبة كرة مضرب هولندية سابقة. أعلى تصنيف لها في الفردي كان المركز الـ 203 في سنة 2003. أعلى تصنيف لها في الزوجي كان المركز الـ 100 في سنة 2002.

## روابط خارجية
- أنوسجكا فان إكسل على موقع رابطة محترفات التنس (الإنجليزية)
- أنوسجكا فان إكسل على موقع الاتحاد الدولي لكرة المضرب (الإنجليزية)
- أنوسجكا فان إكسل على موقع كأس بيلي جين كينغ (الإنجليزية)
- أنوسجكا فان إكسل على موقع بطولة ويمبلدون (الإنجليزية)
- أنوسجكا فان إكسل على موقع خلاصة التنس.كوم (الإنجليزية)